# Cololejeunea azorica
Espèce
Statut de conservation UICN

 LC  : Préoccupation mineure
Cololejeunea azorica est une espèce de plantes de la famille des Lejeuneaceae.

## Publication originale
- Mitteilungen der Thüringischen Botanischen Gesellschaft 1(2/3): 17. 1955.